# Campionati oceaniani di triathlon sprint del 2017
I Campionati oceaniani di triathlon sprint del 2017 si sono tenuti a Kinloch in Nuova Zelanda, in data 17 febbraio 2017.
Tra gli uomini ha vinto il neozelandese Ryan Sissons, mentre la gara femminile è andata all'australiana Emma Jackson.
Nella gara valida per il titolo under 23, ha trionfato tra gli uomini il neozelandese Sam Ward, mentre tra le donne l'australiana Emma Jeffcoat.

## Risultati

### Élite uomini
| Pos. | Nome                  | Paese         | Nuoto    | Bici     | Corsa    | Totale   |
| ---- | --------------------- | ------------- | -------- | -------- | -------- | -------- |
|      | Ryan Sissons          | Nuova Zelanda | 00:08:33 | 00:34:50 | 00:15:53 | 01:00:34 |
|      | Sam Ward              | Nuova Zelanda | 00:08:18 | 00:35:02 | 00:16:10 | 01:00:50 |
|      | Charlie Quin          | Australia     | 00:08:18 | 00:35:54 | 00:16:05 | 01:01:47 |
| 4    | Trent Dodds           | Nuova Zelanda | 00:08:23 | 00:35:57 | 00:16:22 | 01:01:56 |
| 5    | Hayden Wilde          | Nuova Zelanda | 00:09:03 | 00:35:14 | 00:16:24 | 01:02:05 |
| 6    | Adam Rudgley          | Australia     | 00:08:45 | 00:35:34 | 00:16:34 | 01:02:14 |
| 7    | Liam Ward             | Nuova Zelanda | 00:08:21 | 00:35:52 | 00:17:00 | 01:02:35 |
| 8    | Matthew Roberts       | Australia     | 00:08:12 | 00:35:11 | 00:18:10 | 01:02:52 |
| 9    | Fynn Thompson         | Nuova Zelanda | 00:08:27 | 00:35:46 | 00:17:30 | 01:03:09 |
| 10   | Jack Van Stekelenburg | Australia     | 00:08:37 | 00:35:52 | 00:17:30 | 01:03:24 |
| 11   | Tayler Reid           | Nuova Zelanda | 00:08:15 | 00:35:59 | 00:17:58 | 01:03:34 |
| 12   | Daniel Coleman        | Australia     | 00:09:04 | 00:36:51 | 00:16:26 | 01:03:51 |
| 13   | Cooper Rand           | Nuova Zelanda | 00:08:59 | 00:35:21 | 00:18:11 | 01:03:56 |
| 14   | Jonathan Sammut       | Australia     | 00:08:23 | 00:37:19 | 00:17:43 | 01:04:56 |
| 15   | Kyle Smith            | Nuova Zelanda | 00:08:58 | 00:35:15 | 00:19:33 | 01:05:09 |
| 16   | David Martin          | Rep. Ceca     | 00:08:39 | 00:35:38 | 00:20:13 | 01:05:47 |
| 17   | Kieran Mcpherson      | Nuova Zelanda | 00:09:52 | 00:37:50 | 00:17:15 | 01:06:25 |
| 18   | Conor Sproule         | Australia     | 00:08:57 | 00:38:26 | 00:17:43 | 01:06:41 |
| 19   | Bradley Cullen        | Nuova Zelanda | 00:08:58 | 00:37:39 | 00:19:52 | 01:07:51 |
| 20   | Jung Ki Kim           | Corea del Sud | 00:09:21 | 00:39:13 | 00:18:09 | 01:08:24 |
| 21   | Kwang Hoon Lee        | Corea del Sud | 00:08:52 | 00:40:16 | 00:18:13 | 01:08:49 |
| 22   | Josh Hemara           | Nuova Zelanda | 00:08:59 | 00:39:23 | 00:19:19 | 01:09:06 |
| 23   | Christian Davey       | Nuova Zelanda | 00:10:34 | 00:39:14 | 00:19:03 | 01:10:18 |
| 24   | Hyoun Woong Jung      | Corea del Sud | 00:08:41 | 00:41:32 | 00:18:56 | 01:10:39 |
| 25   | Malcolm King          | Nuova Zelanda | 00:09:00 | 00:40:48 | 00:19:29 | 01:10:51 |
| 26   | Andrew Watson         | Australia     | 00:08:55 | 00:37:39 | 00:23:17 | 01:11:18 |
| 27   | Gyuhyung Lee          | Corea del Sud | 00:09:02 | 00:41:56 | 00:18:58 | 01:11:28 |
| 28   | Hayden Squance        | Nuova Zelanda | 00:08:49 | 00:37:36 | 00:26:21 | 01:14:12 |

### Élite donne
| Pos. | Atleta              | Paese         | Nuoto    | Bici     | Corsa    | Totale   |
| ---- | ------------------- | ------------- | -------- | -------- | -------- | -------- |
|      | Emma Jackson        | Australia     | 00:09:16 | 00:39:20 | 00:17:28 | 01:07:27 |
|      | Emma Jeffcoat       | Australia     | 00:09:13 | 00:39:15 | 00:18:00 | 01:07:51 |
|      | Nicole Van Der Kaay | Nuova Zelanda | 00:09:16 | 00:39:15 | 00:19:10 | 01:09:06 |
| 4    | Sophie Corbidge     | Nuova Zelanda | 00:09:36 | 00:39:51 | 00:19:04 | 01:09:59 |
| 5    | Deborah Lynch       | Nuova Zelanda | 00:09:19 | 00:41:04 | 00:18:34 | 01:10:25 |
| 6    | Elizabeth Stannard  | Nuova Zelanda | 00:10:13 | 00:40:03 | 00:19:07 | 01:10:54 |
| 7    | Mikayla Nielsen     | Nuova Zelanda | 00:10:25 | 00:40:31 | 00:18:30 | 01:11:03 |
| 8    | Teresa Adam         | Nuova Zelanda | 00:09:22 | 00:40:01 | 00:20:22 | 01:11:20 |
| 9    | Holly Grice         | Australia     | 00:09:33 | 00:40:37 | 00:19:53 | 01:11:41 |
| 10   | Elise Salt          | Nuova Zelanda | 00:09:21 | 00:40:58 | 00:20:49 | 01:12:40 |
| 11   | Tamsyn Moana-Veale  | Australia     | 00:09:31 | 00:40:40 | 00:21:10 | 01:12:57 |
| 12   | Katherine Badham    | Nuova Zelanda | 00:10:57 | 00:41:36 | 00:19:25 | 01:13:38 |
| 13   | Kiri Atkin          | Nuova Zelanda | 00:10:12 | 00:42:55 | 00:19:23 | 01:14:08 |
| 14   | Ilaria Zane         | Italia        | 00:09:20 | 00:44:20 | 00:19:00 | 01:14:12 |
| 15   | Holly Khan          | Australia     | 00:11:49 | 00:40:30 | 00:20:10 | 01:14:15 |
| 16   | Brittany Dutton     | Australia     | 00:09:37 | 00:42:59 | 00:21:09 | 01:15:28 |
| 17   | Yun-Jung Jang       | Corea del Sud | 00:09:29 | 00:44:23 | 00:20:05 | 01:15:41 |

### Under 23 uomini
| Pos. | Atleta                | Paese         | Nuoto    | Bici     | Corsa    | Totale   |
| ---- | --------------------- | ------------- | -------- | -------- | -------- | -------- |
|      | Sam Ward              | Nuova Zelanda | 00:08:18 | 00:35:02 | 00:16:10 | 01:00:50 |
|      | Charlie Quin          | Australia     | 00:08:18 | 00:35:54 | 00:16:05 | 01:01:47 |
|      | Trent Dodds           | Nuova Zelanda | 00:08:23 | 00:35:57 | 00:16:22 | 01:01:56 |
| 4    | Hayden Wilde          | Nuova Zelanda | 00:09:03 | 00:35:14 | 00:16:24 | 01:02:05 |
| 5    | Liam Ward             | Nuova Zelanda | 00:08:21 | 00:35:52 | 00:17:00 | 01:02:35 |
| 6    | Matthew Roberts       | Australia     | 00:08:12 | 00:35:11 | 00:18:10 | 01:02:52 |
| 7    | Fynn Thompson         | Nuova Zelanda | 00:08:27 | 00:35:46 | 00:17:30 | 01:03:09 |
| 8    | Jack Van Stekelenburg | Australia     | 00:08:37 | 00:35:52 | 00:17:30 | 01:03:24 |
| 9    | Tayler Reid           | Nuova Zelanda | 00:08:15 | 00:35:59 | 00:17:58 | 01:03:34 |
| 10   | Daniel Coleman        | Australia     | 00:09:04 | 00:36:51 | 00:16:26 | 01:03:51 |
| 11   | Jonathan Sammut       | Australia     | 00:08:23 | 00:37:19 | 00:17:43 | 01:04:56 |
| 12   | Kyle Smith            | Nuova Zelanda | 00:08:58 | 00:35:15 | 00:19:33 | 01:05:09 |
| 13   | David Martin          | Rep. Ceca     | 00:08:39 | 00:35:38 | 00:20:13 | 01:05:47 |
| 14   | Conor Sproule         | Australia     | 00:08:57 | 00:38:26 | 00:08:58 | 01:06:41 |
| 15   | Bradley Cullen        | Nuova Zelanda | 00:08:58 | 00:37:39 | 00:19:52 | 01:07:51 |
| 16   | Jung Ki Kim           | Corea del Sud | 00:09:21 | 00:39:13 | 00:18:09 | 01:08:24 |
| 17   | Kwang Hoon Lee        | Corea del Sud | 00:08:52 | 00:40:16 | 00:18:13 | 01:08:49 |
| 18   | Christian Davey       | Nuova Zelanda | 00:10:34 | 00:39:14 | 00:19:03 | 01:10:18 |
| 19   | Hyoun Woong Jung      | Corea del Sud | 00:08:41 | 00:41:32 | 00:18:56 | 01:10:39 |
| 20   | Andrew Watson         | Australia     | 00:08:55 | 00:37:39 | 00:23:17 | 01:11:18 |
| 21   | Gyuhyung Lee          | Corea del Sud | 00:09:02 | 00:41:56 | 00:18:58 | 01:11:28 |
| 22   | Hayden Squance        | Nuova Zelanda | 00:08:49 | 00:37:36 | 00:26:21 | 01:14:12 |

### Under 23 donne
| Pos. | Atleta              | Paese         | Nuoto    | Bici     | Corsa    | Totale   |
| ---- | ------------------- | ------------- | -------- | -------- | -------- | -------- |
|      | Emma Jeffcoat       | Australia     | 00:09:13 | 00:39:15 | 00:18:00 | 01:07:51 |
|      | Nicole Van Der Kaay | Nuova Zelanda | 00:09:16 | 00:39:15 | 00:19:10 | 01:09:06 |
|      | Elizabeth Stannard  | Nuova Zelanda | 00:10:13 | 00:40:03 | 00:19:07 | 01:10:54 |
| 4    | Mikayla Nielsen     | Nuova Zelanda | 00:10:25 | 00:40:31 | 00:18:30 | 01:11:03 |
| 5    | Holly Grice         | Australia     | 00:09:33 | 00:40:37 | 00:19:53 | 01:11:41 |
| 6    | Elise Salt          | Nuova Zelanda | 00:09:21 | 00:40:58 | 00:20:49 | 01:12:40 |
| 7    | Katherine Badham    | Nuova Zelanda | 00:10:57 | 00:41:36 | 00:19:25 | 01:13:38 |
| 8    | Kiri Atkin          | Nuova Zelanda | 00:10:12 | 00:42:55 | 00:19:23 | 01:14:08 |
| 9    | Brittany Dutton     | Australia     | 00:09:37 | 00:42:59 | 00:21:09 | 01:15:28 |